# Börje Carlsson
Börje Gunnar Carlsson (ur. 13 czerwca 1933 w Sztokholmie, zm. 28 lipca 2017 tamże) – szwedzki żeglarz, olimpijczyk.
Na regatach rozegranych podczas Letnich Igrzysk Olimpijskich 1952 wystąpił w klasie Star zajmując 7. pozycję. Załogę jachtu Lotta IV tworzył z nim Bengt Melin.